# Туристичка организација општине Неготин
| Туристичка организација општине Неготин |                                     |
|                                         |                                     |
| Оснивач:                                | Општина Неготин                     |
| Основана:                               |                                     |
| Седиште:                                | Краљевића Марка 6, · Неготин Србија |
| Веб презентација                        | ТОО Неготин                         |
| Контакт:                                | 019/547-555                         |

Туристичка организација општине Неготин је једна од јавних установа општине Неготин.